# Herb Morawicy
Herb Morawicy – jeden z symboli miasta i gminy Morawica, ustanowiony 5 marca 2009.

## Wygląd i symbolika
Herb przedstawia na tarczy dzielonej w słup z lewej strony na polu błękitnym trzy złote korony (nawiązanie do herbu biskupstwa krakowskiego), natomiast w prawym, czerwonym polu herb szlachecki Jelita. 